# Hermann Wunderlich (Philologe)

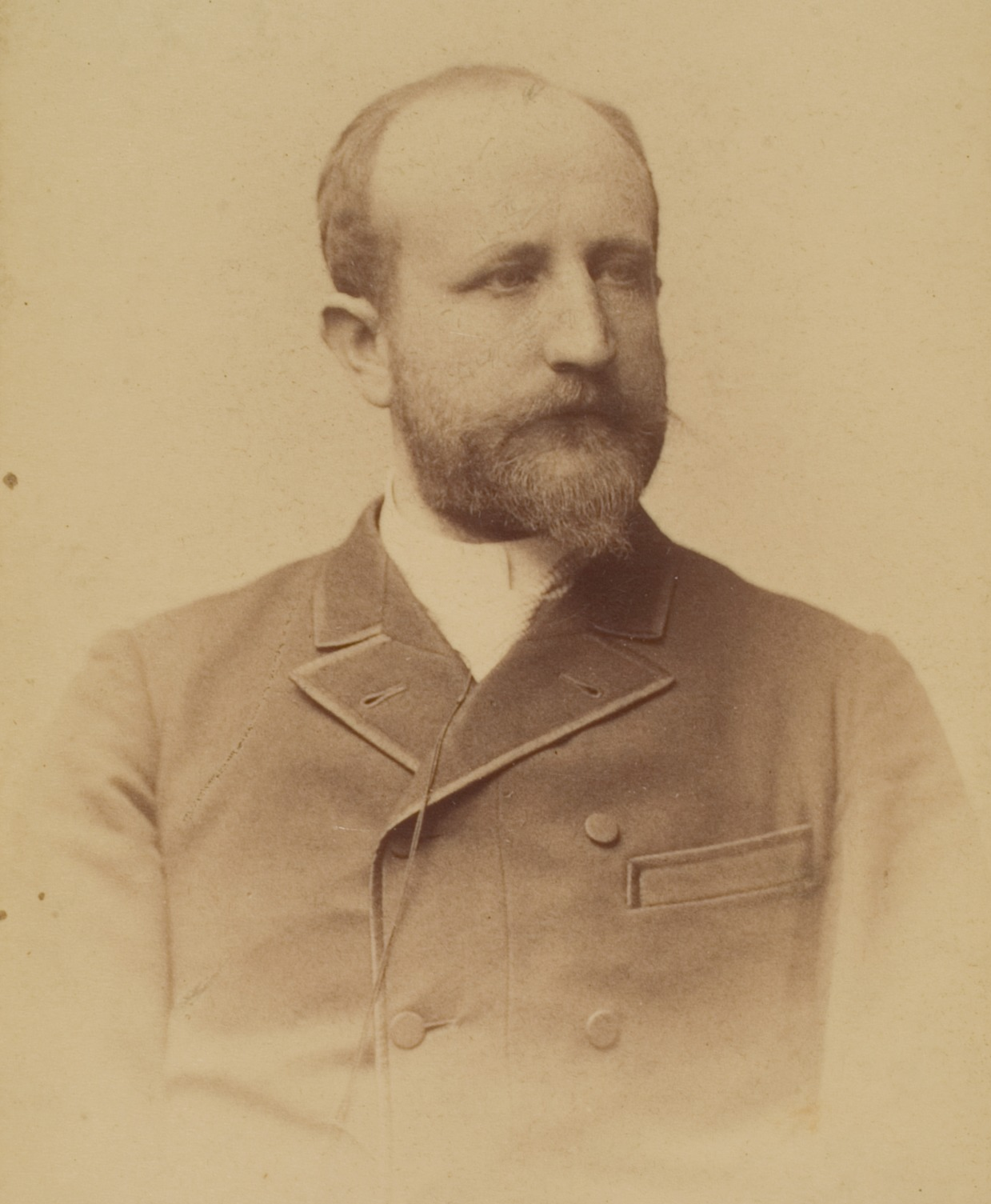
Hermann Wunderlich

Hermann Wunderlich (* 15. Juni 1858 in Ulm; † 29. Dezember 1916 in Frohnau bei Berlin) war ein deutscher Germanist und Bibliothekar.

## Leben
Er studierte an der Universität Berlin, wurde dort 1883 promoviert und lebte danach als Privatgelehrter in München. Seine Habilitationsschrift für die Universität Heidelberg befasste sich mit Untersuchungen über den Satzbau Luthers. Von 1893 bis 1902 war er Professor an der Heidelberger Ruprecht-Karls-Universität und anschließend Oberbibliothekar an der Königlichen Bibliothek zu Berlin. Er veröffentlichte Werke zum deutschen Satzbau und der deutschen Umgangssprache und verantwortete Band 6 und teilweise Band 7 von Grimms Deutschem Wörterbuch.
Der Philologe und Lexikograf Gerhard Lüdtke (1875–1944) verdankte Wunderlich die Anregung, eine Dissertation zur Geschichte des Wortes „Gothisch“ im 18. und 19. Jahrhundert zu verfassen. Wunderlich förderte diese Doktorarbeit mit Rat und Tat. So überließ er dem damaligen Assistenten am Deutschen Wörterbuch, Lüdtke, die im „Archiv des Deutschen Wörterbuchs vorhandenen Belege“ für das zu behandelnde Promotionsthema.

## Veröffentlichungen
- Die Pronomina (= Untersuchungen über den Satzbau Luthers, Bd. 1). Lindauer, München 1887.

- Steinhöwel und das Dekamaron. Eine syntaktische Untersuchung. Heidelberg 1889.

- Der deutsche Satzbau. Cotta, Stuttgart 1892 (3. Aufl., bearb. von Hans Reis, Stuttgart 1924/1925).
- Zur Sprache des neuesten deutschen Schauspiels. In: Neue Heidelberger Jahrbücher, Bd. 3 (1893), S. 251–259 u. Bd. 4 (1894), S. 115–142.

- Unsere Umgangssprache in der Eigenart ihrer Satzfügung. Felber, Weimar 1894.

- Die Kunst der Rede in ihren Hauptzügen an den Reden Bismarcks dargestellt. Hirzel, Leipzig 1898.